# San Juan (Puerto Rico)
San Juan és la capital i el municipi més poblat de l'estat lliure associat de Puerto Rico, un territori no incorporat dels Estats Units. Segons el cens de 2020, és la 57a ciutat més gran sota la jurisdicció dels Estats Units, amb una població de 342.259 habitants. San Juan va ser fundada per colons espanyols l'any 1521, que l'anomenaven Ciudad de Puerto Rico ("Ciutat de Puerto Rico", en castellà significa ciutat portuària rica).
La capital de Puerto Rico és la segona capital més antiga establerta per Europa a les Amèriques, després de Santo Domingo, a la República Dominicana, fundada el 1496, i és la ciutat més antiga establerta per Europa sota la sobirania dels Estats Units. Diversos edificis històrics estan situats al barri històric del Vell San Juan⁣; entre les més destacades hi ha les antigues muralles defensives de la ciutat, el castell de San Felipe del Morro i el castell San Cristóbal, i La Fortaleza, la residència oficial més antiga en ús continuat a les Amèriques. Aquests llocs històrics van ser declarats Patrimoni de la Humanitat per la UNESCO l'any 1983.
San Juan és el port marítim més important de Puerto Rico i és el centre financer, cultural i turístic de l'illa. La població de l'àrea estadística metropolitana, que inclou San Juan i els municipis de Bayamón, Guaynabo, Cataño, Canóvanas, Caguas, Toa Alta, Toa Baja, Carolina i Trujillo Alto, té uns 2.443.000 habitants. És la segona ciutat llatinoamericana amb major renda per capita (25.451 dòlars el 2012), només per darrere de Brasília. Al voltant del 76% de la població de Puerto Rico viu i treballa ara en aquesta zona. San Juan és també una ciutat principal de l'⁣Àrea Estadística Combinada San Juan-Caguas-Fajardo. La ciutat ha estat la seu d'esdeveniments dins de la comunitat esportiva, inclosos els Jocs Panamericans de 1979; Jocs Centreamericans i del Carib de 1966; esdeveniments dels Clàssics Mundials de Beisbol de 2006, 2009 i 2013; les Sèries del Carib i els Special Olympics i MLB San Juan Series el 2010.

## Història
En 1493, en el seu segon viatge a Amèrica, Cristòfor Colom va trobar l'illa que actualment es coneix amb el nom de Puerto Rico i la va anomenar San Juan Batista. Ràpidament San Juan es va convertir en la base militar espanyola més important d'Amèrica.
El 1508 Juan Ponce de León va ser nomenat pel govern espanyol primer governador de l'illa i va fundar Caparra, a l'oest de l'actual àrea metropolitana. Més tard, el 1521, Ponce de León va construir la ciutat de San Juan Bautista de Puerto Rico en un illot proper, al lloc avui conegut com el Viejo San Juan; Ponce de León va ajudar a dissenyar la ciutat, i principalment la seva distribució. Per defensar l'illa dels intents de conquesta d'anglesos i holandesos, va construir diferents fortificacions militars, com ara San Felipe del Morro i San Cristóbal. Les dues construccions són avui llocs d'atracció turística. En 1595, el britànic Francis Drake va ser derrotat a la badia de San Juan pels canons del Morro, en el transcurs de la què seria la seva última expedició contra Amèrica, morint poc després després de ser derrotat de nou pels espanyols a Panamà.
Amb el pas dels segles la força militar de Puerto Rico va esdevenir una força econòmica que va donar com a resultat l'única illa del Carib on la indústria i el comerç van sobrepassar a la producció agrícola.
La ciutat ha estat seu de nombrosos esdeveniments internacionals, eminentment de caràcter esportiu, com els Jocs Centreamericans i del Carib del 1966 o els Jocs Panamericans del 1979. A San Juan s'hi fundà Fi Sigma Alfa.

## Geografia

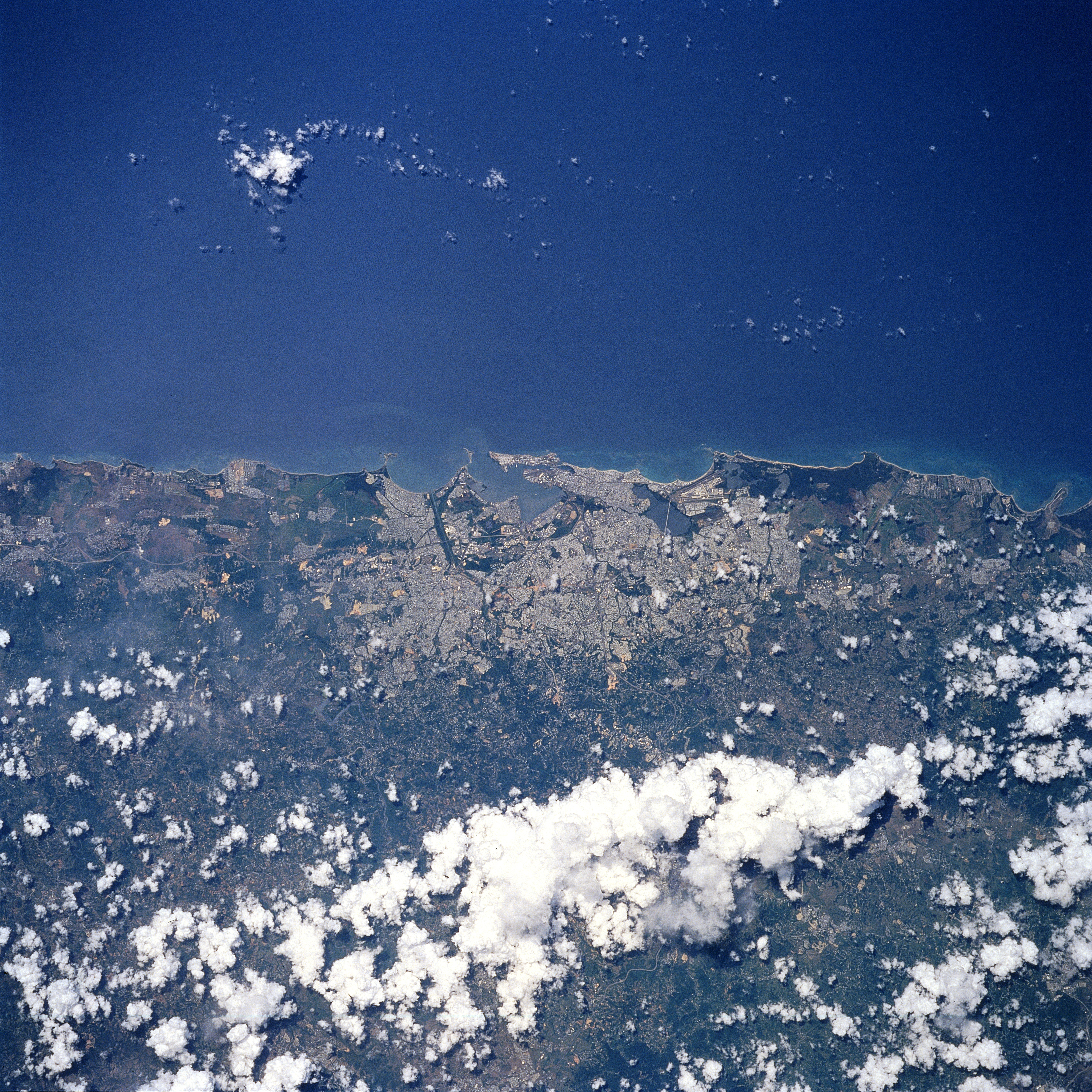
San Juan i la seva àrea metropolitana des de l'espai

San Juan està dividit en 18 barris: Caimito, El Cinco, Cupey, Gobernador Piñero, Hato Rey Central, Hato Rey Norte, Hato Rey Sur, Monacillo, Monacillo Urbano, Oriente, Pueblo de Río Piedras, Quebrada Arenas, Sabana Llana Norte, Sabana Llana Sur, San Juan Antiguo, Santurce, Tortugo i Universidad.
San Juan es troba al llarg de la costa nord-est de Puerto Rico a la regió de les Planes del Nord. Es troba al sud de l'oceà Atlàntic; al nord de Caguas i Trujillo Alto⁣; a l'est de Guaynabo⁣; i a l'oest de Carolina. La ciutat ocupa una àrea de 199,2 km², dels quals, 75,4 km², el 37,83%, és aigua. Les principals masses d'aigua de San Juan són la badia de San Juan i dues llacunes naturals, el Condado i San José. A gairebé 314 metres sobre el nivell del mar, el punt més alt del municipi de San Juan es troba en un turó sense nom al sector Morcelo de Caimito, prop del límit municipal amb Caguas.
El municipi de San Juan està envoltat per l'⁣àrea metropolitana de San Juan, especialment els municipis molt urbanitzats de Guaynabo, Trujillo Alto i Carolina. Aquests municipis, juntament amb Bayamón i Cataño, formen el que localment s'anomena Área Metro, el nucli de l'àrea metropolitana més àmplia de San Juan. En total s'inclouen 41 municipis en tota l'àrea metropolitana que s'estén per la costa nord de l'illa i les regions del centre-est.

### Clima

Diagrama climàtic de San Juan

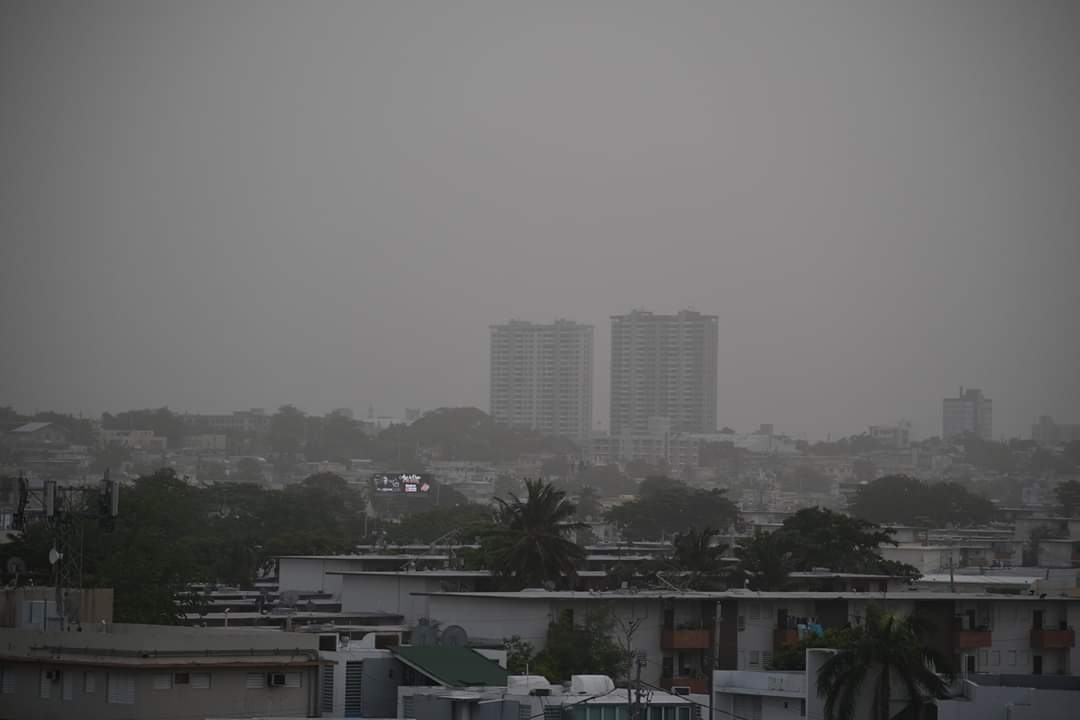
Esdeveniment de boira de juny de 2022 causat per la pols sahariana.

San Juan té un clima monsó tropical (AM). Té una temperatura mitjana de 27,2 ° C. Les temperatures de 32° C) o superiors es veuen en una mitjana de 79 dies l'any, sobretot durant els mesos més humits del nord de l'estiu, més sovint si els vents provenen del sud.
A l'hivern, les temperatures poden baixar fins als 60 graus. La mínima mitjana d'hivern és de 22 graus. La temperatura més fresca registrada oficialment va ser de 16 graus el 3 de març de 1957, i el més calorós va ser 37 graus el 9 d'octubre de 1981. El rècord de fred màxim diari és de 22 graus el 4 de febrer de 1935. El rècord de calor mínim diari és de 28 graus l'11 d'agost de 1995, la més recent de les quatre ocasions que s'ha produït.
Amb un mínim mitjà de 19 graus, San Juan es troba a la zona de duresa de la planta de l’USDA 13B, que és la categoria més alta. Les precipitacions estan ben distribuïdes durant tot l'any. Els mesos de gener, febrer i març són els més secs. Com que el març té una mitjana de només 1,95 polzades (49,5 mm) de pluja, la ciutat es troba sota la categoria de monsons tropicals.
La mitjana de pluja és d'1,431 mil·límetres, amb una mitjana de 198,5 dies l'any. Malgrat aquesta humitat, la ciutat té una mitjana de 2.970 hores de sol a l'any, o poc més.2⁄3 del total possible. Les precipitacions anuals han oscil·lat històricament entre 902 mil·límetres el 1991 a 2,273 mil·límetres el 2010.
Com passa amb altres parts de Puerto Rico i el Carib, Sant Joan és sovint cobert per onades de pols sahariana que provenen del Sàhara a través de l'oceà Atlàntic al nord d'Àfrica. Encara que són beneficioses per al medi tropical, aquestes tempestes de pols s'han convertit recentment en perilloses per a la salut humana causant boira i sobreescalfament a les zones urbanes de l'illa. A causa de la geografia relativament plana de Sant Joan, la pols sovint s'instal·la en aquestes regions costaneres planes de Puerto Rico, ja que el seu flux està bloquejat per la serrelada central, més alta cap al sud, provocant episodis intensos de boira que s'assenten durant llargs períodes, especialment durant períodes de precipitacions més escasses. Els avenços recents inclouen sistemes d'alerta primerenca per preparar la població per a aquests episodis intensos tant per part de les autoritats locals com de l'EPA.

## Esports

### Equips professionals
| Club                    | Esport                   | Lliga                                               | Lloc                      |
| ----------------------- | ------------------------ | --------------------------------------------------- | ------------------------- |
| Cangrejeros de Santurce | Bàsquet                  | Baloncesto Superior Nacional                        | Roberto Clemente Coliseum |
| Cangrejeros de Santurce | Beisbol                  | Lliga de beisbol de Puerto Rico                     | Estadi Hiram Bithorn      |
| Atlètics de Sant Joan   | Futbol/Balompié (Futbol) | Lliga de futbol de Puerto Rico                      | Estadi Hiram Bithorn      |
| Academia Quintana       | Futbol/Balompié (Futbol) | Lliga de futbol de Puerto Rico                      | Estadi Hiram Bithorn      |
| Sant Joan United        | Futbol/Balompié (Futbol) | Segona Divisió de la Lliga de Futbol de Puerto Rico | Estadi Sixto Escobar      |

## Fills il·lustres
- Manuel Gregorio Tavarez (1843-1883) pianista i compositor.

## Galeria

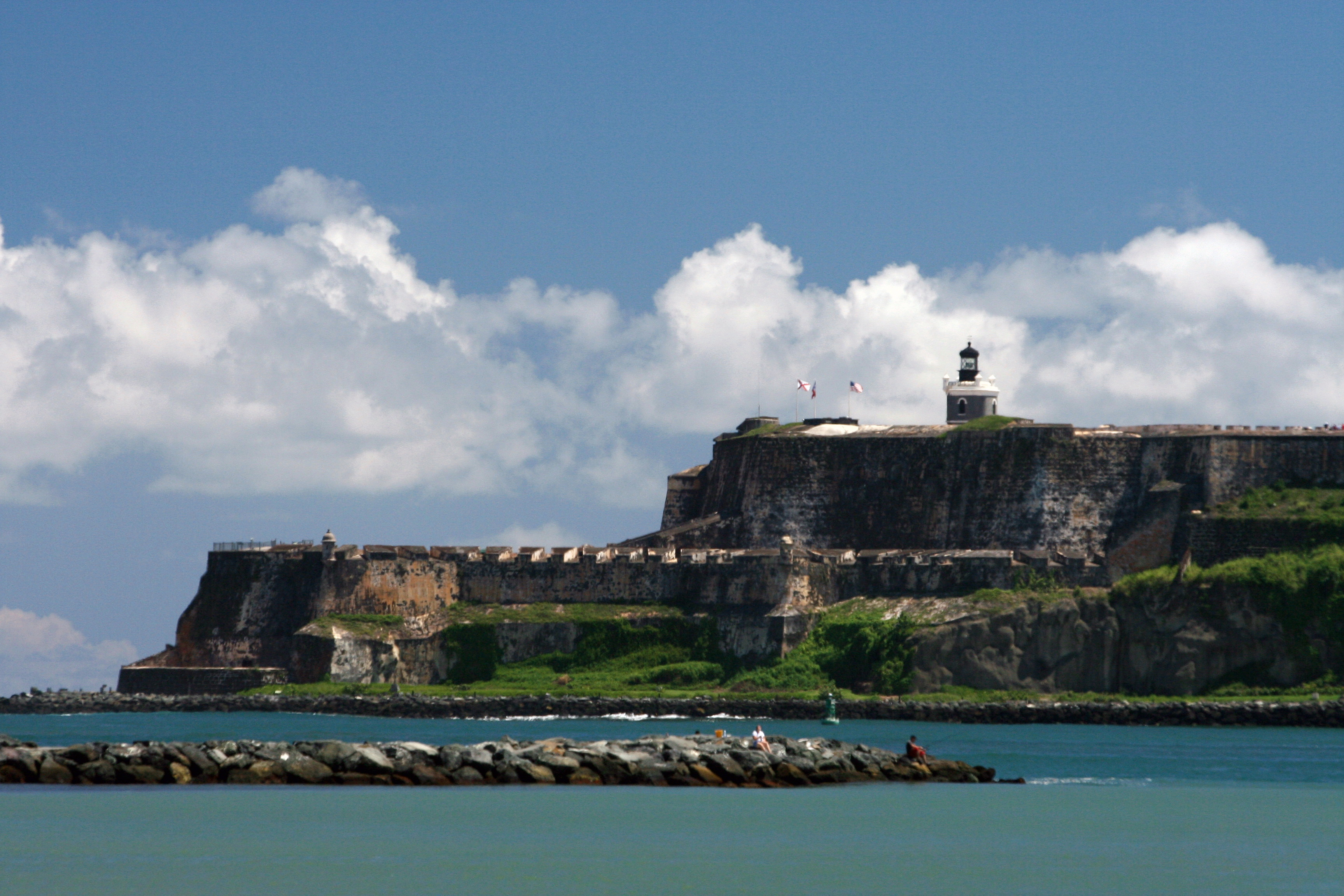
Fort de San Felipe del Morro, a San Juan
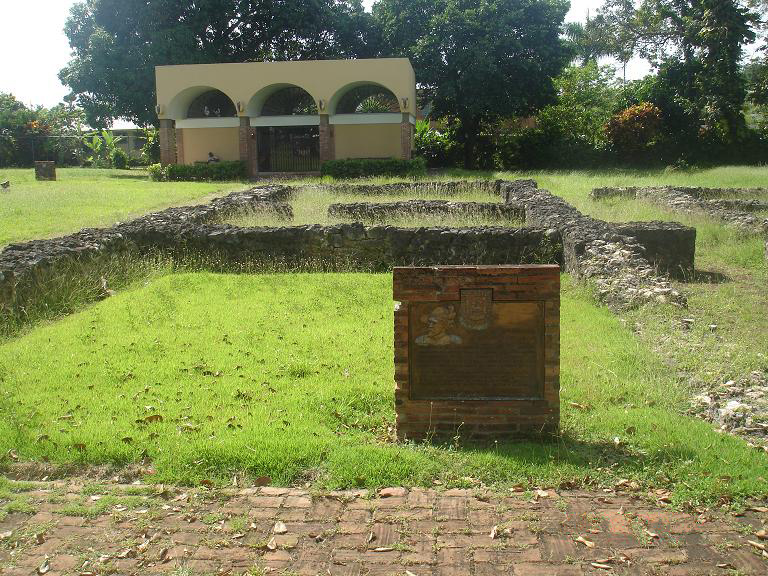
Ruïnes de la residència de Juan Ponce de León a Caparra
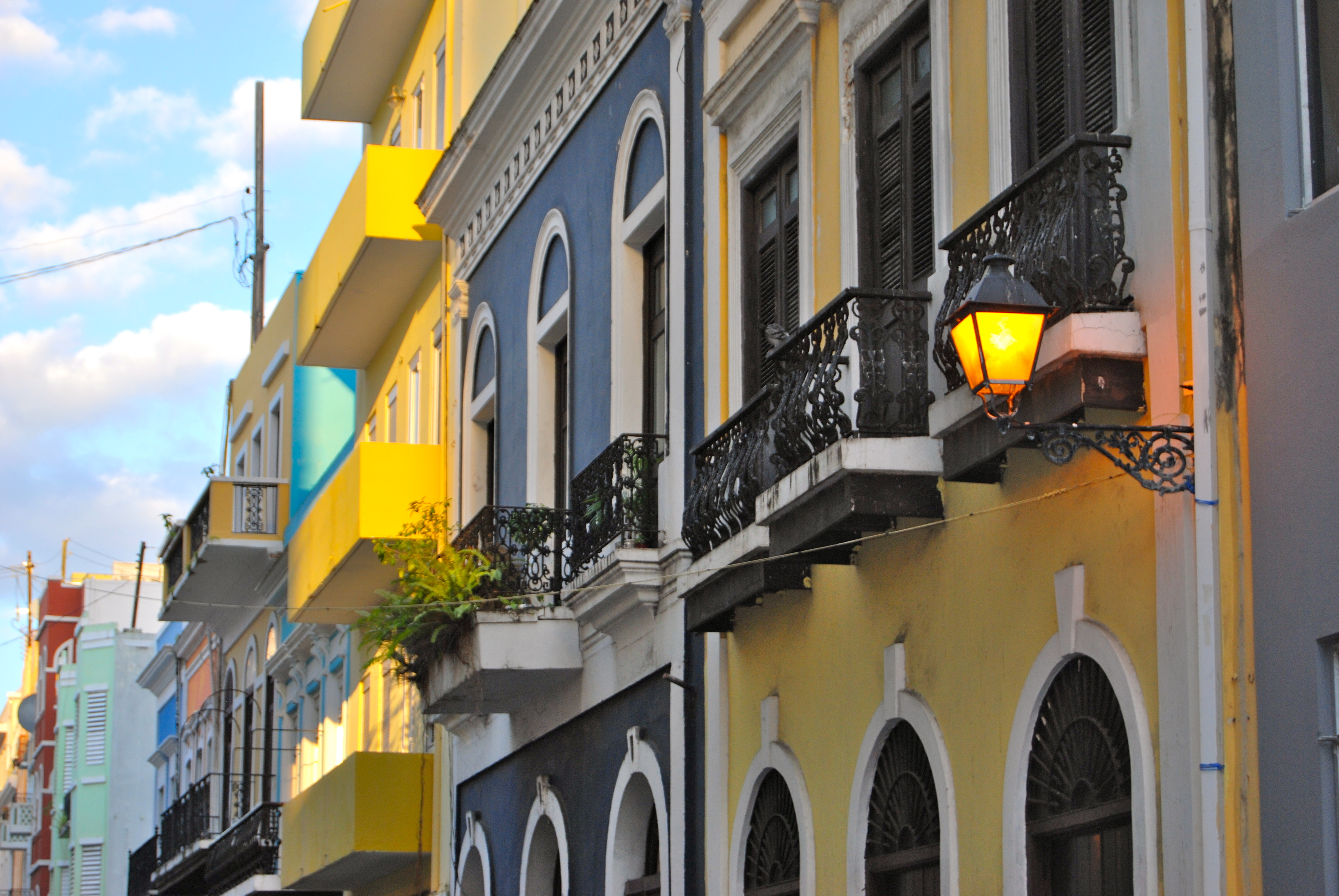
Façanes de San Juan